# Morti nel 1491
| Questa pagina contiene informazioni ricavate automaticamente dalle voci biografiche con l'ausilio del template Bio e di un bot. L'aggiornamento è periodico e automatico e ricostruisce completamente la pagina. Se manca una persona in questa lista, sei pregato di non aggiungerla, ma accertati piuttosto che la sua voce biografica contenga il template Bio e che i dati anagrafici siano correttamente compilati. Se il template Bio manca, inseriscilo tu stesso o, in alternativa, metti l'avviso {{tmp\|Bio}} che ne segnala la mancanza. Se i dati riportati sono sbagliati, correggi direttamente la voce biografica; le modifiche saranno visibili in questa lista entro pochi giorni. Per chiarimenti vedi il progetto biografie. La lista contiene solo le 42 persone che sono citate nell'enciclopedia e per le quali è stato implementato correttamente il template Bio. Pagina aggiornata al 10 ago 2025. |

- 19 gennaio - Dorotea di Brandeburgo, principessa (n. 1420)
- 21 gennaio - Hatakeyama Yoshinari, militare giapponese
- 27 gennaio - Gian Fermo Trivulzio, politico italiano
- 2 febbraio - Martin Schongauer, pittore e incisore tedesco
- 9 febbraio - Antonia di Paolo di Dono, pittrice italiana (n. 1456)
- 15 febbraio - Ashikaga Yoshimi, militare giapponese (n. 1439)
- 17 febbraio - Pietro di Aragona, principe italiano (n. 1472)
- 19 febbraio - Enno I della Frisia orientale, conte (n. 1460)
- 2 marzo - Marco Barbo, cardinale e patriarca cattolico italiano (n. 1420)
- 3 marzo - Annalena Malatesta, nobildonna e religiosa italiana (n. 1416)
- 6 marzo - Richard Woodville, III conte Rivers, nobile inglese
- 31 marzo - Bonaventura da Forlì, religioso italiano
- 18 aprile - Domenico di Michelino, pittore italiano (n. 1417)
- 25 aprile - Onorato II Caetani, nobile e mecenate italiano (n. 1414)
- 7 maggio - Benoît di Montferrand, vescovo cattolico svizzero
- 14 maggio - Filippo Strozzi il Vecchio, banchiere italiano (n. 1428)
- 9 luglio - Giovanna Scopelli, religiosa italiana (n. 1439)
- 13 luglio - Alfonso d'Aviz, principe (n. 1475)
- 7 agosto - Jacobus Barbireau, compositore fiammingo (n. 1455)
- 13 settembre - Antonio Cocchi Donati, giurista italiano (n. 1450)
- 25 settembre - Giovanni II di Nevers, conte (n. 1415)
- 5 ottobre - Jean Balue, cardinale e vescovo cattolico francese (n. 1421)
- 11 ottobre - Giacomo da Ulma, beato tedesco (n. 1407)
- 3 dicembre - Thomas Basin, vescovo cattolico francese (n. 1412)
- 22 dicembre - Giano di Savoia, conte (n. 1440)
- 24 dicembre - Pirro del Balzo, nobile italiano
- 28 dicembre - Bertoldo di Giovanni, scultore e medaglista italiano
- Ansano di Andrea di Bartolo, pittore italiano (n. 1421)
- Guglielmo Becchi, filosofo, teologo e vescovo cattolico italiano
- Lorenzo Bonincontri, astrologo, umanista e storico italiano (n. 1410)
- Borommaracha III, sovrano siamese (n. 1446)
- Matteo Contugi, scrittore italiano
- Dawlatshah Samarqandi, storico persiano (n. 1438)
- Simone Ghini, scultore italiano
- Giorgio Luti, religioso italiano (n. 1465)
- Paolo Pompilio, umanista e grammatico italiano (n. 1455)
- Saluva Narasimha Deva Raya, imperatore indiano (n. 1431)
- Sforza Secondo Sforza, nobile e condottiero italiano (n. 1435)
- Robert Stillington, vescovo cattolico inglese (n. 1420)
- Thimma Bhupala, indiano
- Francesco I d'Orléans-Longueville, nobile francese (n. 1447)
- Luca di Paolo da Matelica, pittore italiano